# 엔도 마사히로
엔도 마사히로(일본어: 遠藤 雅大, 1970년 8월 15일 ~ )는 일본의 전 축구 선수이다.

## 구단 경력
1993년 재팬 풋볼 리그의 야마하 발동기(주빌로 이와타)에 입단했다. 1993년 재팬 풋볼 리그 준우승으로 J1리그로 승격했다. 1997년에 J1리그 우승을 차지했다. 1998년까지 99경기에 출전하여, 5득점을 넣었다. 1999년부터 2000년까지 요코하마 FC, 베르디 가와사키, 시미즈 에스펄스에서 뛰었다.

## 국가대표팀 경력
그는 1994년 기린컵에 참가할 일본 국가대표팀에 발탁되었으며, 5월 29일 프랑스와의 경기에서 데뷔했다. 1994년 아시안 게임에도 출전했다. 그는 국제 A매치 통산 8경기에 출전했다.

## 통계
| 일본 | 일본 | 일본 |
| 연도 | 출전 | 득점 |
| ---- | ---- | ---- |
| 1994 | 8    | 0    |
| 통산 | 8    | 0    |